# 達坎 (科羅拉多州)
達坎（英語：Dakan）是位於美國科羅拉多州道格拉斯縣的一個非建制地區。該地的面積和人口皆未知。

## 地理
達坎的座標為39°14′15″N 105°03′59″W / 39.23750°N 105.06639°W，而該地的平均海拔高度為2223米（即7292英尺）。